# FC Twente (femení)
El FC Twente femení és la secció femenina del FC Twente, un club de futbol d'Enschede. Juga a l'Eredivisie, i ha sigut campió nacional en cinc ocasions des del 2011.
A la Lliga de Campions 15/16 va alcançar per primera vegada els vuitens de finals, després de protagonitzar una sorpresa històrica eliminant al Bayern Múnic.

## Palmarès
- 2 Lligues BeNe
  - 2013 2014
- 5 Lligues dels Països Baixos
  - 10/11 12/13 13/14 14/15¹ 15/16
- 2 Copes dels Països Baixos
  - 07/08 14/15

### Lliga de Campions
| 11/12 |                 | FK Rossiyanka       |              |
| 13/14 | ZNK Osijek      | Olympique Lió       |              |
| 14/15 |                 | Paris Saint-Germain |              |
| 15/16 | Ferencvárosi TC | Bayern Múnic        | FC Barcelona |
| 16/17 | Ferencvárosi TC | Pendent             |              |

- ¹ Com a millor equip dels Països Baixos a la Lliga BeNe.
- ² Fase de grups. Equip classificat pitjor possicionat en cas d'eliminació o equip eliminat millor possicionat en cas de classificació.